# فيكتور ديفيد لوبيز
فيكتور ديفيد لوبيز (بالإسبانية: Víctor David López)‏ هو لاعب كرة قدم أرجنتيني، ولد في 20 أبريل 1987 في الأرجنتين. لعب مع نادي جوفنتودي.

## وصلات خارجية
- فيكتور ديفيد لوبيز على موقع قاعدة بيانات كرة القدم.إي يو (الإنجليزية)
- فيكتور ديفيد لوبيز على موقع Soccerway.com (الإنجليزية)